# Groenlo
Groenlo (anhörenⓘ), im örtlichen Dialekt: Grol oder Grolle, ist eine Kleinstadt der niederländischen Gemeinde Oost Gelre in der Provinz Gelderland. Sie hatte im Jahr 2024 10.075 Einwohner. Überregional bekannt ist der Ort wegen der historischen Schlacht um Groenlo. Sie wird alle zwei Jahre, in den Jahren mit ungerader Jahreszahl, aufwändig im Reenactment nachgestellt. An die 30.000 Besucher und viele Freiwillige aus mehreren Ländern besuchen diese Slag om Grolle.

## Lage und Wirtschaft
Groenlo liegt im Nordosten der Provinz, in der Region Achterhoek, unweit der deutschen Stadt Vreden. Groenlo teilt mit Lichtenvoorde einen Kleinbahnhof an der Bahnstrecke Zutphen–Winterswijk. Von 1615 bis 2003 war hier die Brauerei Grolsch sesshaft, die 2004 nach Enschede übersiedelte. Bedeutsam für die Wirtschaft sind der Tourismus und die Landwirtschaft.

## Geschichte

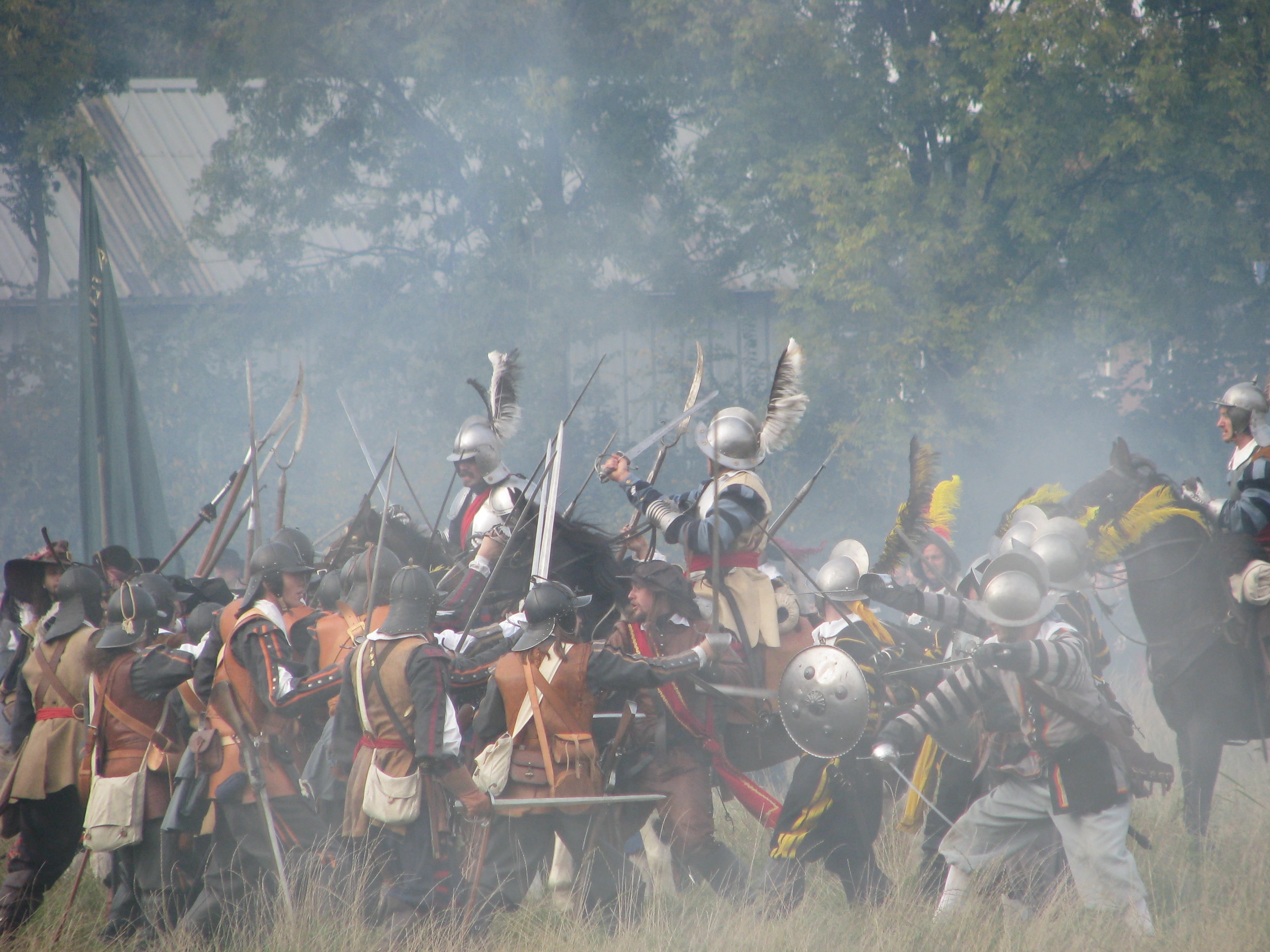
Nachstellung der Schlacht von Groenlo im Jahr 2008

Groenlo gehörte bis 1236 den Herren von Borculo, die es in diesem Jahr an die Grafen von Geldern (seit 1339: Herzöge von Geldern) verkauften. Es erhielt 1277 das Stadtrecht und entwickelte sich wegen der günstigen Lage zu einer starken Festungsstadt. Bis heute ist in der Region die Redewendung geläufig „zo vaste as Grolle“ = so fest wie Groenlo.
Im Achtzigjährigen Krieg belagerte dem Feldherrn Moritz von Nassau, im Jahr 1595 erstmals die Stadt. Doch den von Cristóbal de Mondragón geführten habsburgischen Truppen gelang es, die Belagerung von Groenlo zu durchbrechen. Mondragón vertrieb die Reiterei Philipps von Nassau und nahm diesen gefangen. Erst im zweiten Anlauf gelang es Moritz von Nassau, die Stadt nach der Belagerung im Jahr 1597 für die aufständischen Niederlande einzunehmen. Sein Widersacher Ambrosio Spinola eroberte sie 1606 zurück, wonach im Jahre 1627 Friedrich Heinrich Groenlo nach schweren Kämpfen endgültig für die Vereinigten Niederlande eroberte. Daraufhin verfiel Groenlo im 18. Jahrhundert zu einem weniger bedeutenden Grenzstädtchen.

## Sehenswürdigkeiten
In der Alten Calixtuskirche ist eine Dauerausstellung zur Stadtgeschichte untergebracht.

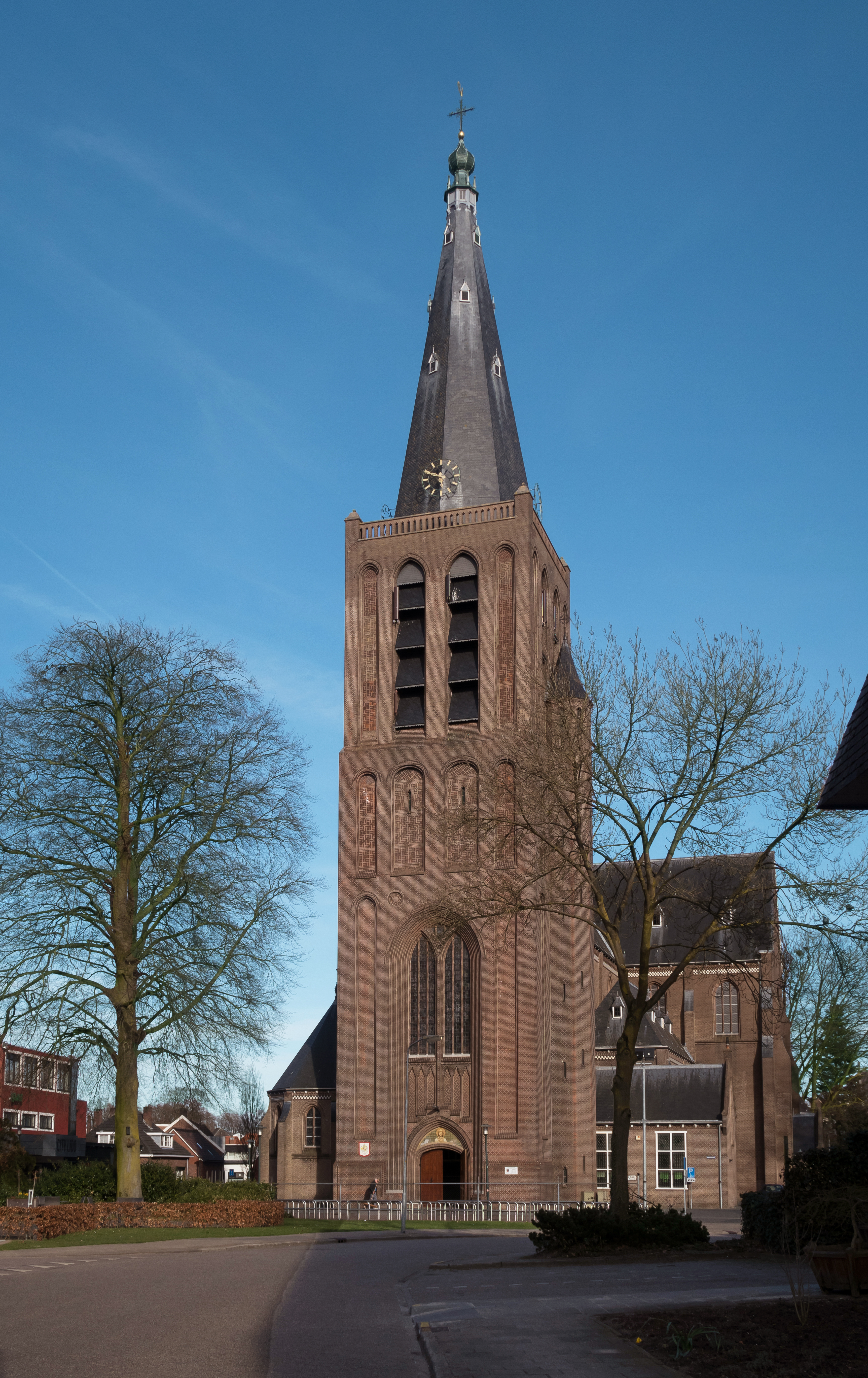
St.-Calixtus-Basilika, Groenlo
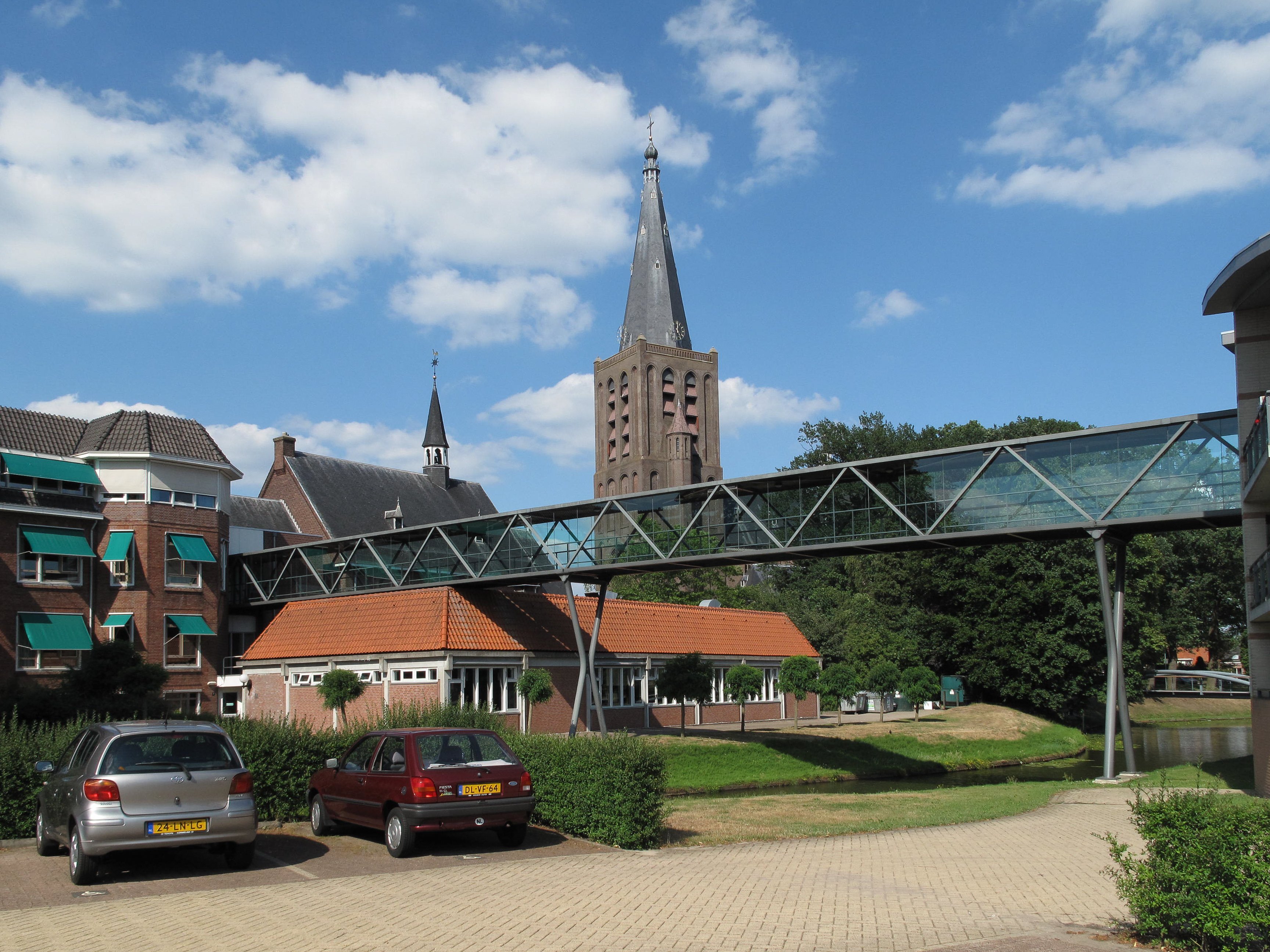
Groenlo, zwei Kirchen
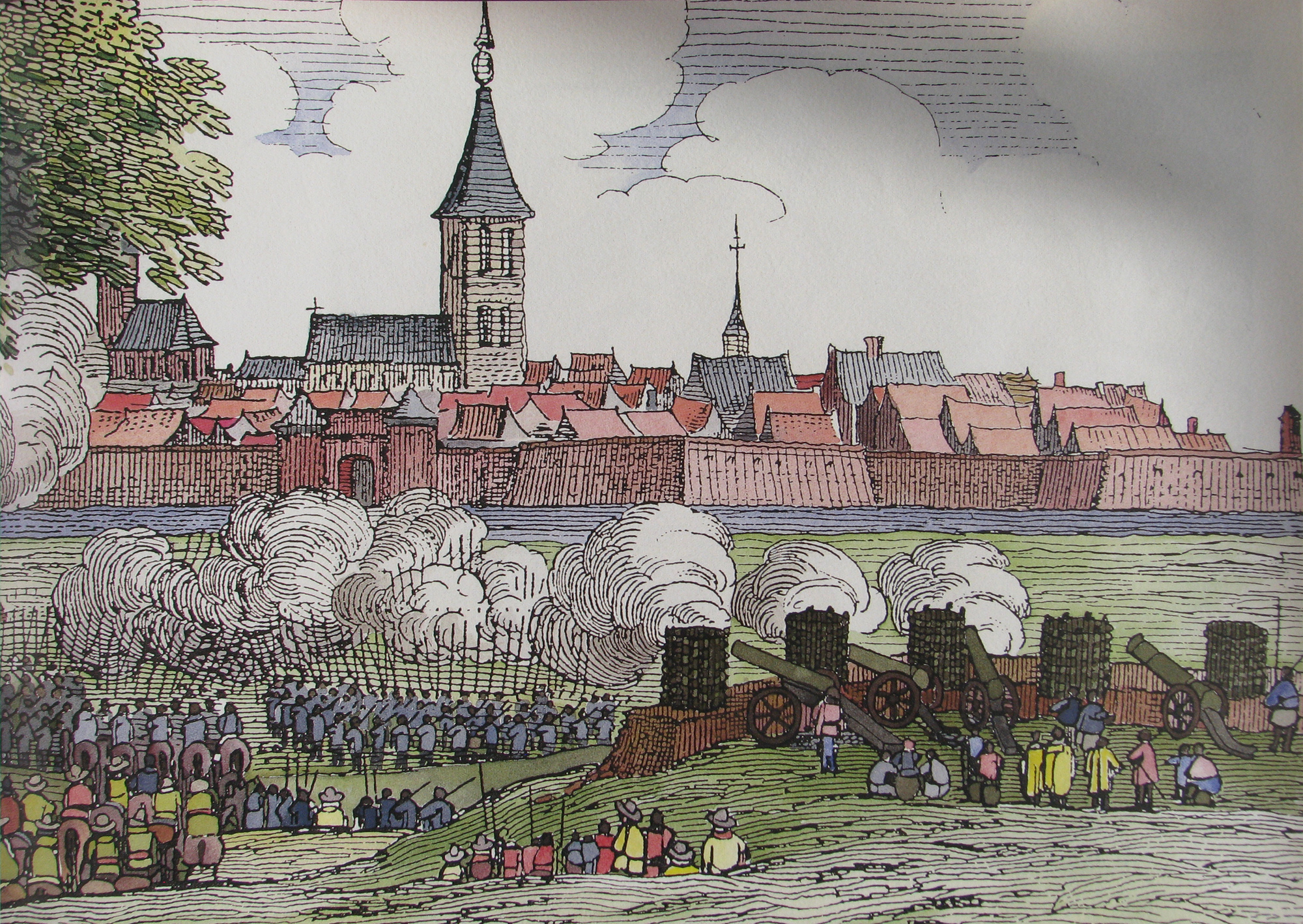
Belagerung von Groenlo 1595
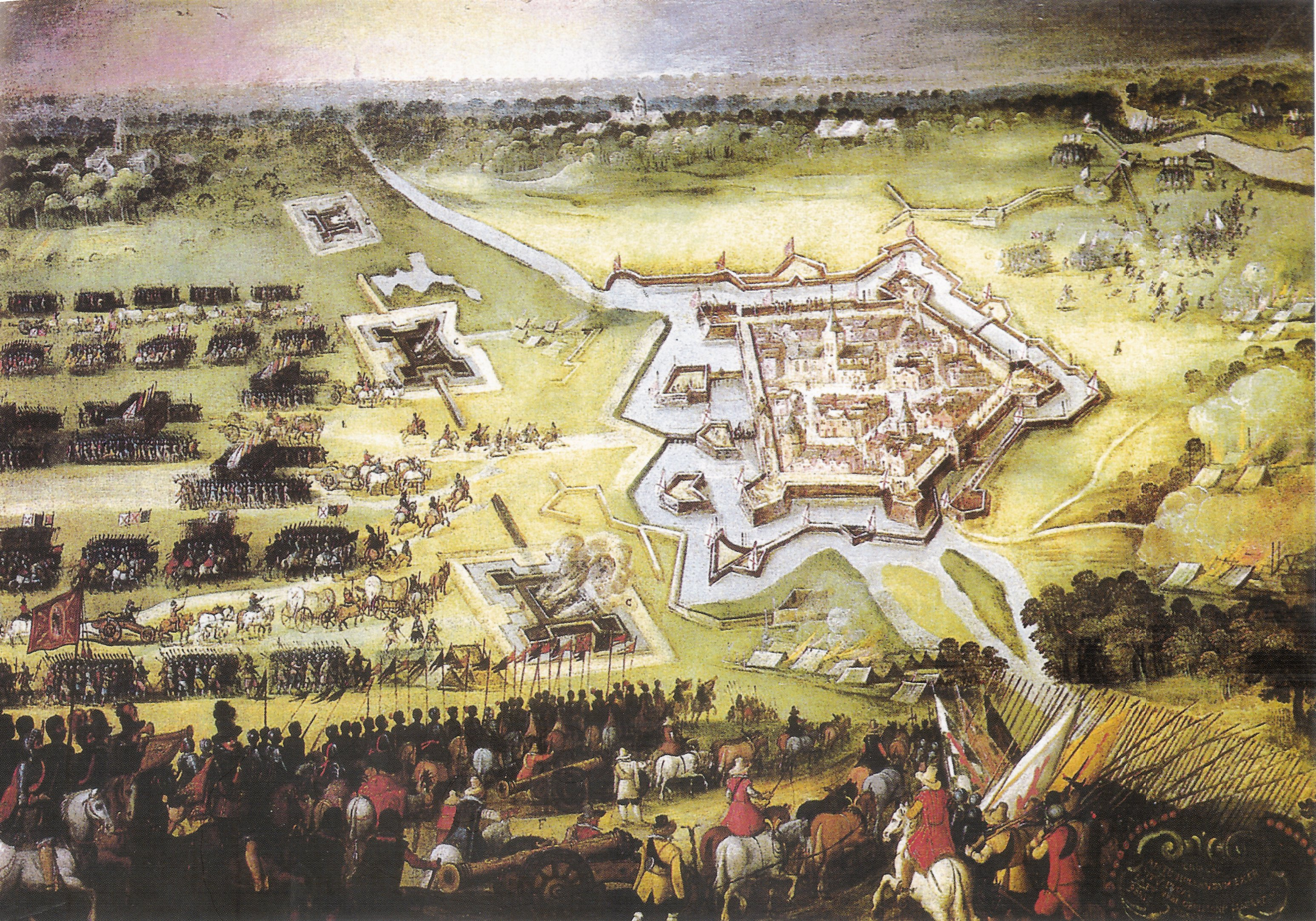
Belagerung von Groenlo durch Spinola am 9. November 1606. Pieter Snayers
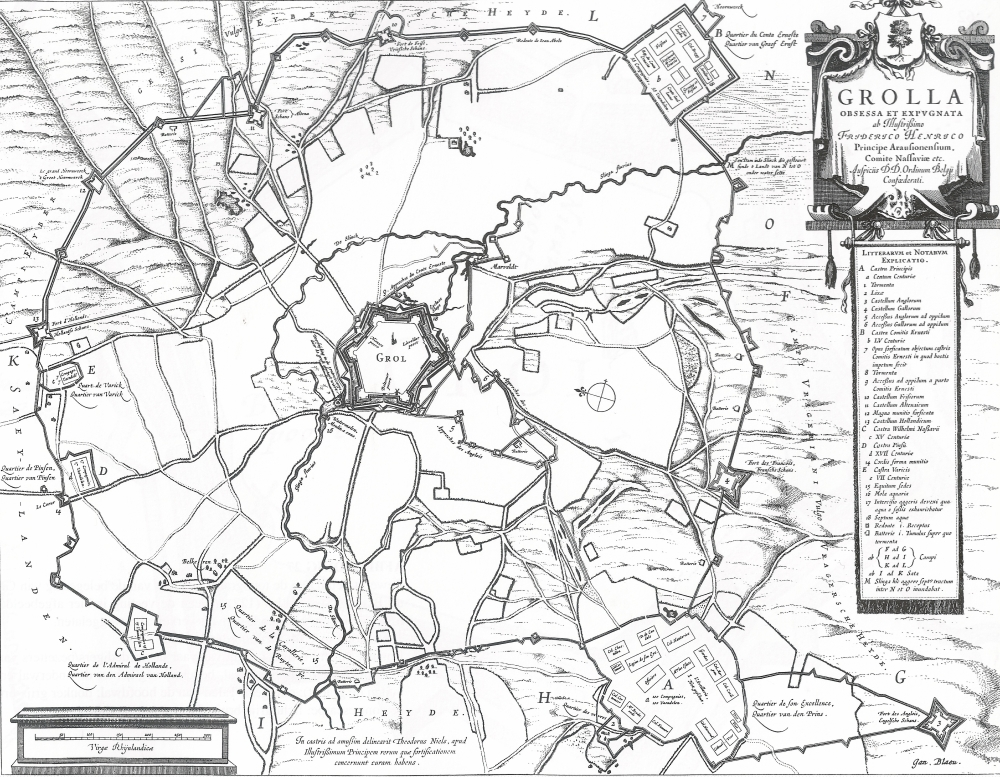
Belagerung von Groenlo im Jahr 1627. Karte, Joan Blaeu
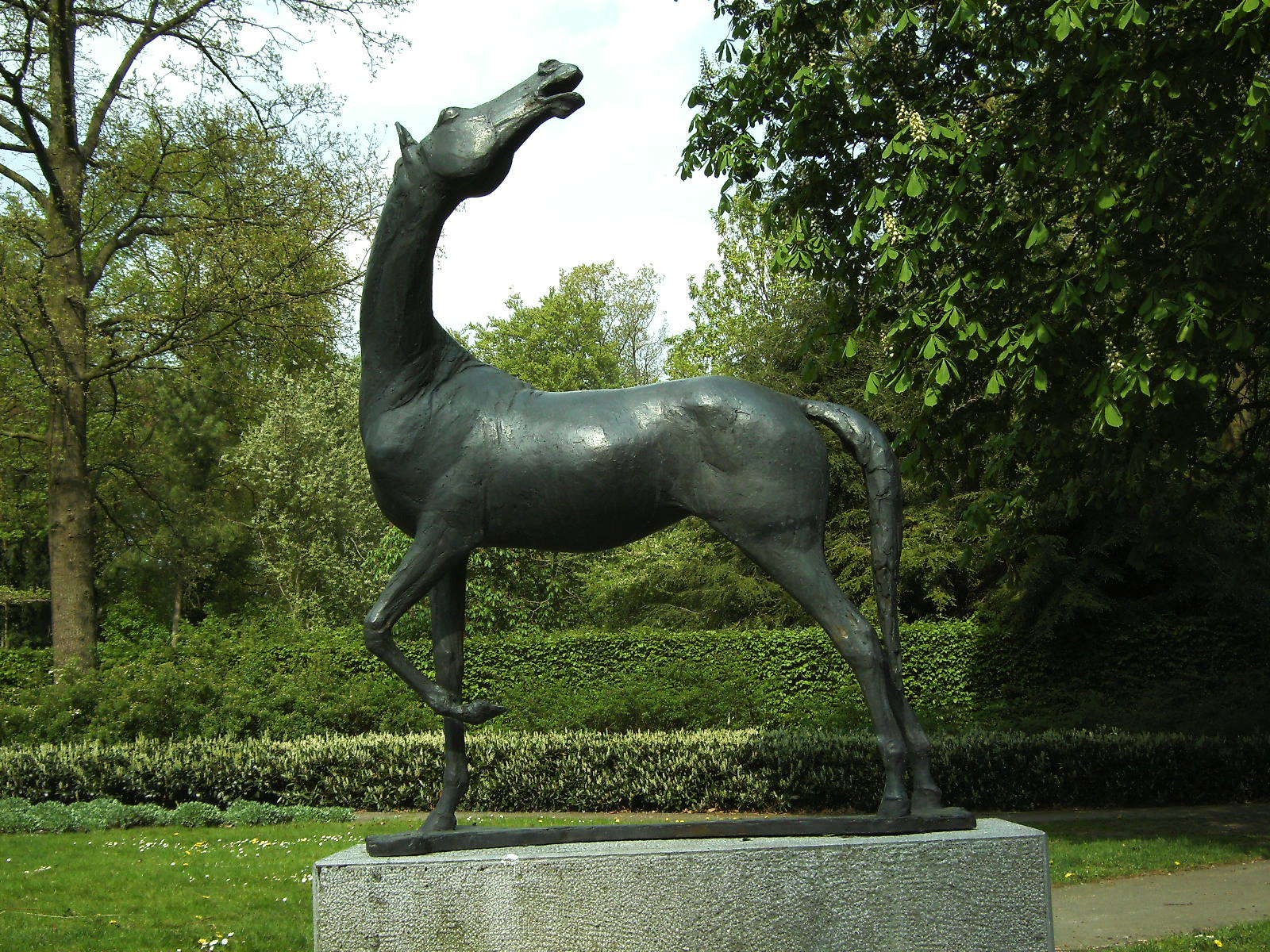
Sjabdiz, Statue von Jos Oehlen

## Politik
Bis zur Auflösung der Gemeinde ergab sich seit 1990 folgende Sitzverteilung:
| Partei                   | Sitze | Sitze | Sitze | Sitze |
| Partei                   | 1990  | 1994  | 1998  | 2002  |
| ------------------------ | ----- | ----- | ----- | ----- |
| CDA                      | 4     | 4     | 4     | 5     |
| Actie Centrum Groenlo    | 5     | 6     | 6     | 5     |
| PvdA                     | 2     | 2     | 2     | 2     |
| VVD                      | 1     | 1     | 1     | 1     |
| Gezonde Gemeentepolitiek | 1     | —     | 0     | 0     |
| Gesamt                   | 13    | 13    | 13    | 13    |

## Persönlichkeiten
Söhne und Töchter der Stadt
- Salome Sticken (um 1369–1449), Priorin im Kloster Diepenveen
- Johanna van Hal (1887–1971), alias Schwester Laudeberta, Ordensschwester in Münster, informierte 1941 Bischof von Galen über die bevorstehenden „Euthanasie“-Transporte[7]
- Hans Jansen (1931–2019), römisch-katholischer Priester und reformierter Theologe
- René Walterbos (* 1957), Astronom
- Tristan Hoffman (* 1970), Radrennfahrer und Sportlicher Leiter
- Loes Gunnewijk (* 1980), Radrennfahrerin
- Daan Rots (* 2001), Fußballspieler
- Mats Rots (* 2006), Fußballspieler

Mit der Stadt verbundene Persönlichkeiten
- Philippus Rovenius (um 1574–1651), römisch-katholischer Bischof, hatte zeitweise seinen Sitz in Groenlo